# Scavolini (azienda)
Scavolini è un'azienda che opera nel mercato italiano dei mobili da cucina da oltre 50 anni ed esporta a livello internazionale in oltre 50 paesi. Dal 2012 Scavolini entra anche nel settore dell'arredo bagno. Produce inoltre su licenza il marchio Diesel living.

## Storia
Scavolini nasce a Pesaro, nel 1961, fondata dai fratelli Valter ed Elvino Scavolini, che iniziano con un laboratorio artigianale.
Durante gli anni settanta consolida la rete distributiva e potenzia la rete commerciale. Nel 1975 Scavolini inaugura la sua prima campagna pubblicitaria nazionale e, in ambito sportivo, nasce la sponsorizzazione di una squadra di basket pesarese, la Victoria Libertas Pallacanestro.
Dalla metà degli anni ottanta conquista la leadership nel mercato nazionale dei mobili da cucina e, nella comunicazione pubblicitaria, si presenta come "la cucina più amata dagli italiani". In questi anni Scavolini opera un rafforzamento del marchio dando impulso a iniziative culturali come l'istituzione della Fondazione Scavolini e la sponsorizzazione del Rossini Opera Festival.
Negli anni novanta Scavolini perfeziona il suo sistema produttivo e commerciale.
Porta a compimento l'acquisizione di Ernestomeda e crea il Gruppo Scavolini per diversificare l'offerta.
Nel 1996 è tra le prime aziende in Italia ad ottenere la Certificazione di Sistema di Qualità UNI EN ISO 9001.
Nel 2001 viene creato Utiliy, il sistema di elementi per cucine ad alta accessibilità, fruibile anche da portatori di handicap.
Alla fine del 2004 ottiene la certificazione UNI EN ISO 14001 con un progetto a tutela dell'ambiente e, nel 2009, ha dato vita a Scavolini Green Mind, un progetto eco sostenibile con impianti fotovoltaici che garantiscono l'autonomia energetica.

## Campagne pubblicitarie
Le campagne pubblicitarie, nazionali e internazionali, hanno conferito al marchio una grande notorietà per la loro diffusione sui principali canali media.
Con una presenza in RAI dal 1975 e sulle emittenti private dal 1984, Scavolini è stata pioniera nell'utilizzo del media televisivo per il settore arredamento. Nel 1984 Raffaella Carrà diventa testimonial dell'azienda nelle campagne pubblicitarie e, alla fine degli anni ottanta, un'altra famosa showgirl prenderà il suo posto: Lorella Cuccarini.
"Lo slogan la cucina più amata dagli italiani nacque nel 1984 quando diventammo i primi per fatturato nel settore [...] Allora sulla copertina di Sorrisi e Canzoni misero il papa, Pertini e la Carrà: i più amati dagli italiani. Scegliemmo lei come donna immagine dell'azienda per tre anni e poi Lorella Cuccarini per diciotto." (Valter Scavolini)
Dal 2016 il testimonial è lo chef Carlo Cracco.
L'azienda è presente su Internet dal 1996, anno del suo primo sito web.

## Rivenditori e negozi
Due sono le linee guida del sistema di distribuzione che Scavolini ha messo in atto: dislocazione di punti vendita su territorio nazionale e internazionale e la qualificazione dei rivenditori che avviene soprattutto grazie a workshop annuali organizzati dall'azienda.
La rete distributiva di Scavolini conta oltre 1.000 negozi. Da fine 2006 Scavolini ha avviato il progetto degli negozi "Scavolini Store", negozi monomarca sia in Italia che all'estero. 
Nel novembre 2010 a New York c'è stata l'inaugurazione di Scavolini SoHo Gallery, il primo negozio Scavolini negli USA. Nel 2018 Scavolini inaugura una filiale a Parigi dopo quelle aperte negli Stati Uniti, Cina e Gran Bretagna.

## Sponsorizzazioni

### Sport
Scavolini ha sponsorizzato numerose attività sportive, dal tennis fino al basket (con cui ha ottenuto diversi scudetti e trofei in campionati nazionali e internazionali), passando per baseball, volley, rugby e scacchi.
Nel 1975 nasce la sponsorizzazione della squadra pesarese di basket Victoria Libertas Pesaro, che sotto la gestione Scavolini conquista per la prima volta nella sua storia anche lo scudetto (1987/88 e 1989/90).
Dal 1981 e fino al 1993 è stata main sponsor dell'Aquila Rugby, che in quel periodo vinse uno scudetto e una Coppa Italia.
Tra gli ultimi impegni sportivi c'è quello iniziato nel 2003 con una squadra di volley femminile: la Robursport Volley Pesaro, per tre volte consecutive campione d'Italia (2007/08, 2008/09 e 2009/2010).
Nel 2011 Scavolini decide di impiegarsi anche negli scacchi, conquistando al primo tentativo lo scudetto con una giovanissima squadra composta dai pesaresi Axel Rombaldoni e Denis Rombaldoni e da due giovani campioni italiani, Sabino Brunello e Daniele Vocaturo, affiancati da stelle internazionali come Emil Sutovsky e Mihail Marin.

### Musica
Scavolini è stato sponsor ufficiale del Rossini Opera Festival dal 1982 al 2012.
Nel 2016 le immagini dello Spot per la nuova campagna multimediale Scavolini, sono accompagnate dalla musica composta da Pino Presti, arrangiatore, direttore d'orchestra e compositore che ha lavorato con alcuni fra i più grandi nomi della musica italiana e internazionale.

## Dati economici
Nel 2015 l'azienda ha registrato 200 milioni di euro di ricavi. Nel 2017 il fatturato è stato di 215 milioni.